# Sean Reid-Foley
Sean Ian Reid-Foley (Agana Heights, Guam, 30 de agosto de 1995), más conocido como Sean Reid-Foley, es un jugador profesional guameño de béisbol que se desempeña en la posición de lanzador en New York Mets, equipo de las Grandes Ligas de Béisbol (MLB).

## Carrera
Reid-Foley hizo su debut en la MLB con el equipo Toronto Blue Jays, en el cual jugó tres temporadas (2018-2020), después pasó a New York Mets, donde lleva jugando cuatro temporadas.